# Geranium lazicum
Geranium lazicum là một loài thực vật có hoa trong họ Mỏ hạc. Loài này được (Woronow) Aedo mô tả khoa học đầu tiên năm 1994.